# Édouard Redont
Édouard Redont est un architecte paysagiste né à Champigny (Marne), le 13 février 1862, mort à Reims, 5, chaussée Bocquaine, le 7 mars 1942.

## Biographie
Jules Édouard Redont est l’un des grands paysagistes du début du siècle. Il réalise le parc Bibesco (actuel parc Nicolae-Romanescu) à Craiova en Roumanie. En 1900, les plans du parc reçoivent la médaille d'or à l'Exposition universelle de 1900. L'aménagement a commencé en 1901 et a été achevé en 1903. Il est le troisième plus grand parc urbain en Europe. On trouve dans ce parc un pont suspendu mobile, qui relie les deux collines encadrant le lac central, et des installations culturelles, gastronomiques et sportives. Il est aussi l'auteur de parcs et jardins en Allemagne, en Suisse, en Italie et en Russie.
À Reims, il est l’auteur du parc de Champagne à partir de 1909 et de sa reconstruction après la Première Guerre mondiale. Il travaille pour les familles Pommery, Werlé, Plé-Piper, Ruinart-de-Brimont, ainsi que pour la duchesse d'Uzès. Édouard Redont veuf de Lucie Bel épousa Marie Victorine Rukly.
Avec Henri Prost, il est cofondateur en 1911 de la Société française des urbanistes avec les architectes Donat Alfred Agache, Jacques Marcel Auburtin, André Bérard, Eugène Hénard, Léon Jaussely, A. Parenty, l'ingénieur Jean Claude Nicolas Forestier.
Agache publie en 1915 avec Auburtin (architecte du gouvernement) et Redont Comment reconstruire nos cités détruites à destination de la commission parlementaire des départements envahis. Le but de l'ouvrage est de rendre accessible aux maires, députés et autres décideurs concernés, les principes d'aménagement et les méthodes. En juillet 1916, il signe un projet d'aménagement de la Malâte à Besançon, ce projet est conservé dans le fonds Maurice Boutterin.
Il repose au cimetière de l'Ouest de Reims à Reims. La Maison de la culture, chaussée Bocquaine (Reims), est construite sur sa propriété dont le jardin est devenu arboretum.

## Réalisations
Il travaille pour plusieurs célébrités de la mode : la couturière Jeanne Paquin à Saint-Cloud et Revillon Frères, fourreurs, à Poissy dans le parc de leur château de la Coudraie. Il crée les jardins du lycée Lakanal, à Sceaux, en 1902-1903.
Parmi les autres réalisations de parcs et de jardins d’Édouard Redont :
- le parc de la Patte-d’Oie et le jardin d'horticulture Pierre Schneiter à Reims qui ne formait qu'un seul parc avant le percement du boulevard Louis-Roederer pour l'arrivée du train à Reims en 1841[1] ;
- des villas à Villennes-sur-Seine ;
- le parc Carol de Bucarest en Roumanie, en 1906 ;
- le jardin public Le Jard[2] à Épernay ;
- le parc de la Veuve Maigret[3], qui produisait l'alcool Rex dans les années 1920 ;
- le domaine du Bois d'Aucourt, à Pierrefonds dans l'Oise, en 1911, pour Gustave Adolphe Clément-Bayard, constructeur d'automobiles, de dirigeables et d'avions ;
- le château de la Bove à Bouconville-Vauclair et celui de Marchais dans l'Aisne ;
- les châteaux de Dampont et celui de Dancourt à Us dans le Val-d'Oise ;
- le château de Boissettes en Seine-et-Marne ;
- le château d'Hendecourt dans le Pas-de-Calais.
- le château de Thuisy (Val-de-Vesle) dans la Marne,

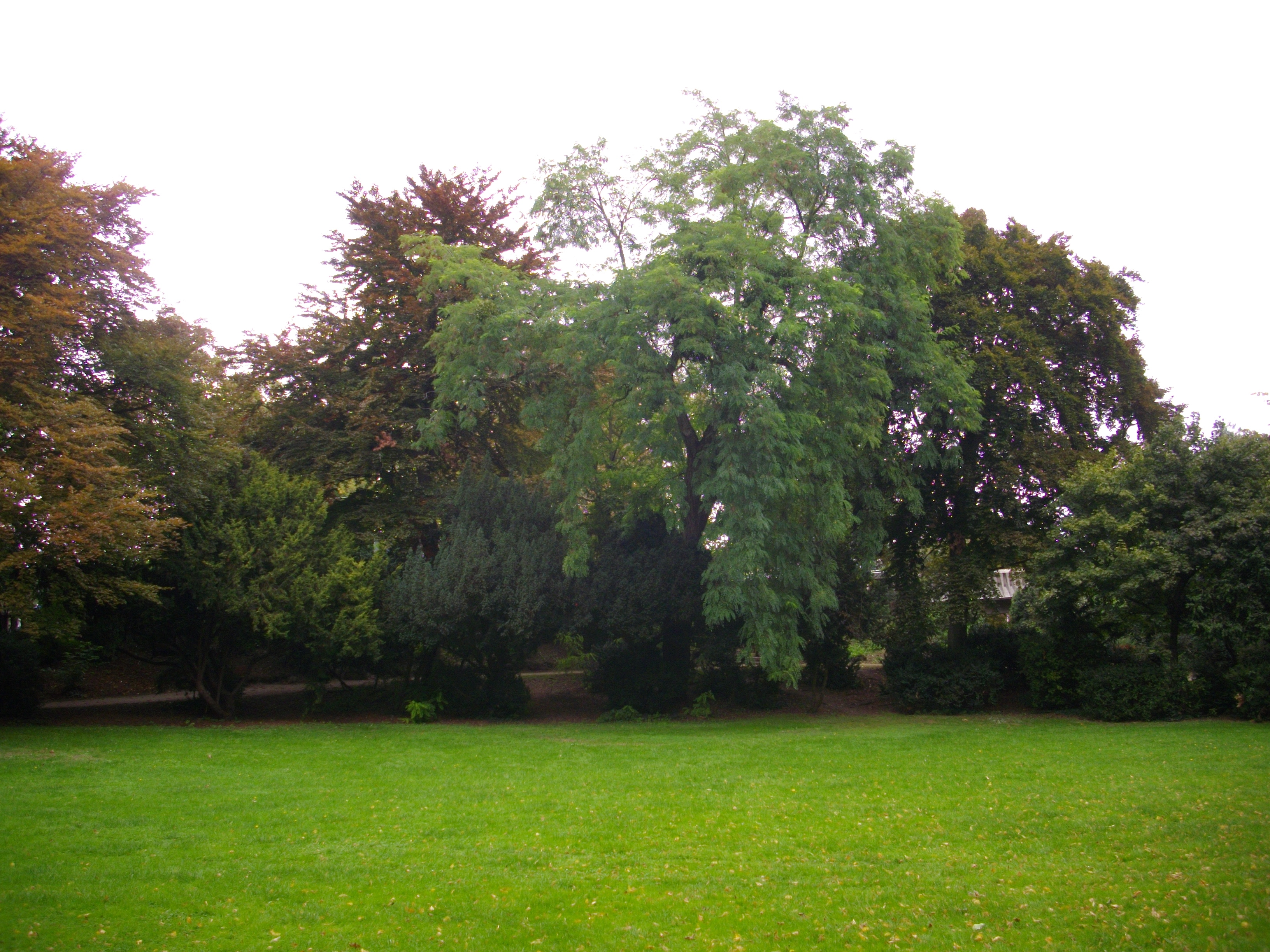
Arboretum chaussée Bocquaine.
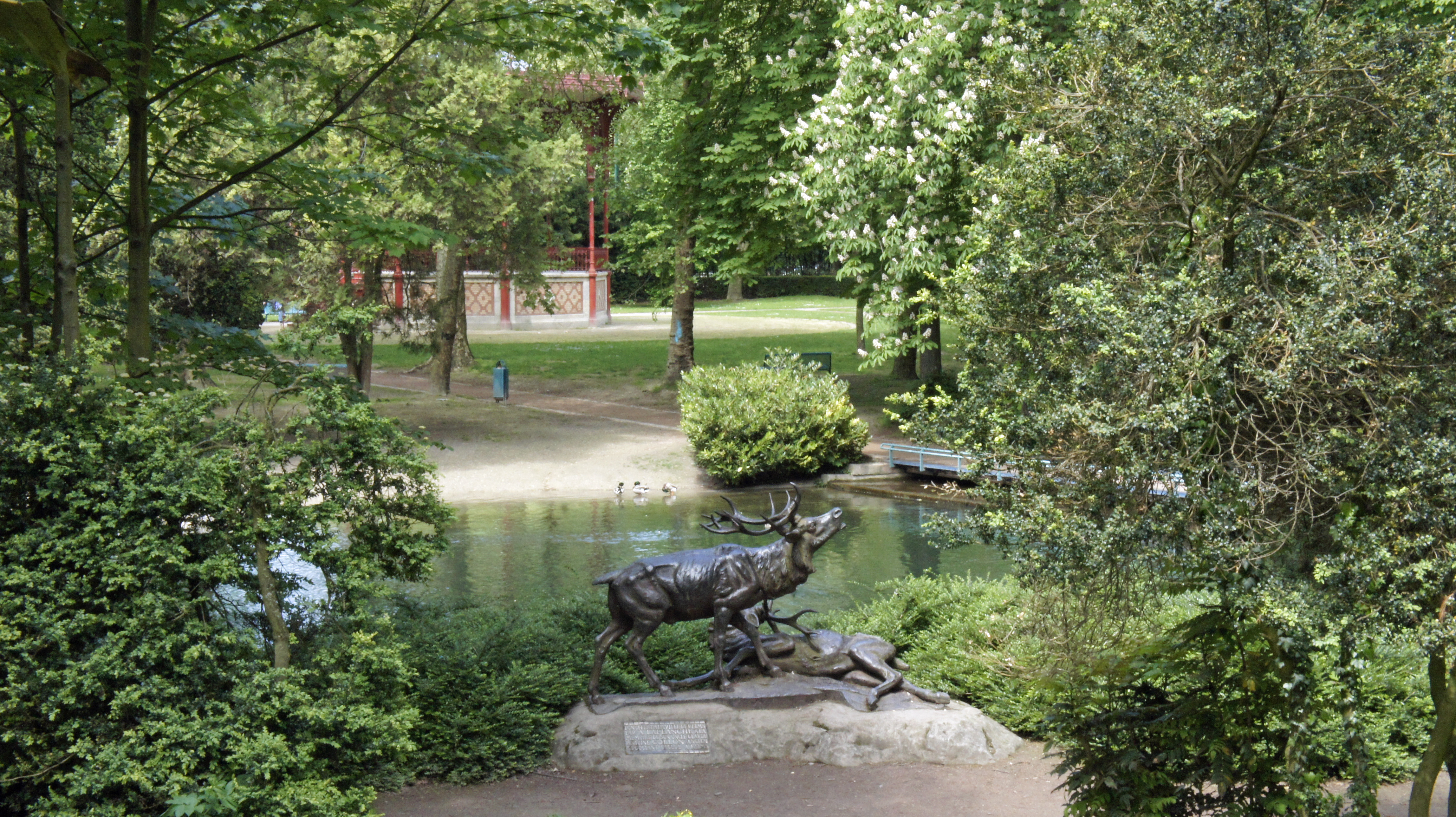
patte d'oie.
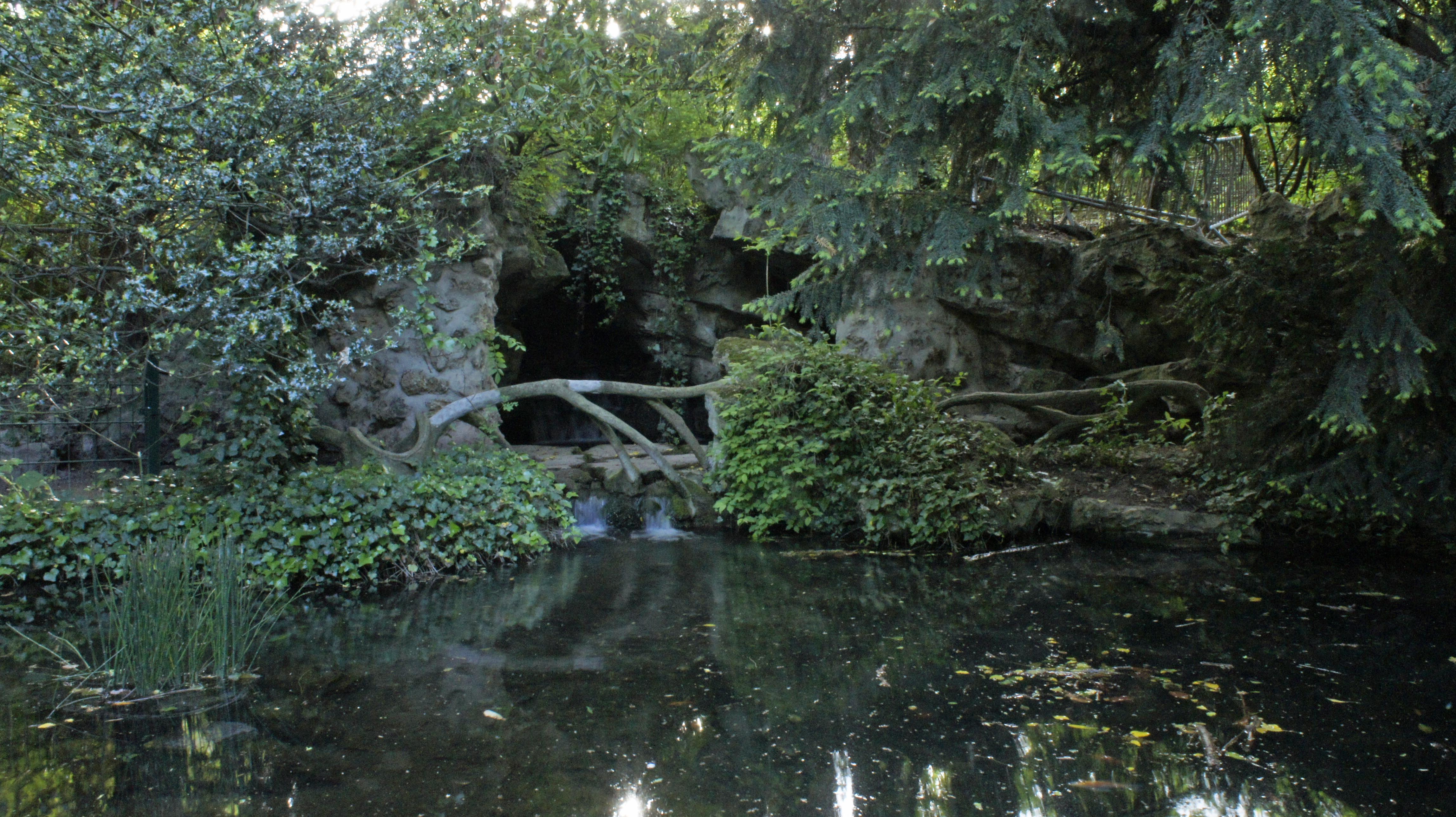
jardin Schneiter.
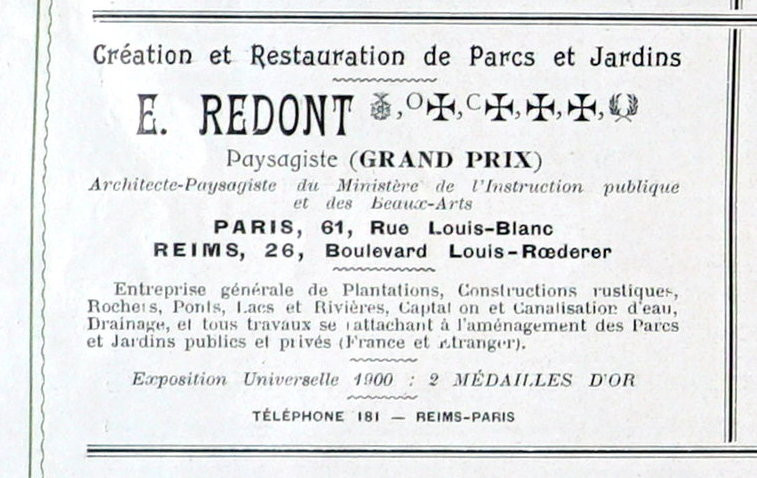
Sa publicité.